# Parque nacional Akan
Parque Nacional Akan (阿寒国立公園 Akan Kokuritsu Kōen?) es un parque nacional situado en la isla de Hokkaidō, Japón. Junto con el parque nacional Daisetsuzan, son los dos parques nacionales más antiguos en Hokkaidō. El parque fue establecido el 4 de diciembre de 1934.
Akan es un área de cráteres volcánicos y bosques, que cubre 90 481 hectáreas (904.81 km²). El parque es famoso por sus lagos cristalinos, sus fuentes termales, y sus grandes marimos. Es el único lugar en Japón donde se forma el marimo de un tamaño apreciable.

## Sitios
El parque puede ser dividido en dos áreas generales, Kawayu y Akan.

### Kawayu
El monte Iō y el Onsen Kawayu ofrecen fuentes termales naturales y fumarolas de azufre. Alrededor del Lago Kussharo, un lago de cráter, están el Paso Bihoro, el monte Mokoto y el monte Nishibetsu. En el lago, la península Wakoto es un área con altas temperaturas en el suelo y vida salvaje adaptada de forma única. El lago Mashū es un lago de cráter. Es uno de los lagos con más claridad en el mundo, con una visibilidad superior a los 40 metros.

### Akan
La caldera de Akan es una gran caldera volcánica de más de 20 km de diámetro. Emergiendo del interior de la caldera está el complejo volcánico de Akan, que incluye a la montaña más alta del parque, monte Meakan. El lago también cuenta con lodo en ebullición, llamado bokke. La isla Churui es una de cuatro islas en el lago y el sitio de la Exhibición Marimo y el Centro de Observación. El lago Onneto está al pie del monte Meakan. Cerca de ahí se encuentra una cascada de agua caliente, Onneto Yu-no-taki. Desde Sokodai, uno puede observar el Lago Penketo y el Lago Panketo. El observatorio del monte Hakuto, el monte Kikin, el Paso Tsurumi, y el observatorio de la orilla del lago Akan ofrecen panoramas del campo circundante. En el río Akan la gente ve la boca del río Takiguchi como si fluyera dentro del Lago Akan desde el puente Takimi. El área también ofrece el Lago Jiro y el Lago Taro.